# Bodianus busellatus
 Bodianus busellatus és una espècie de peix de la família dels làbrids i de l'ordre dels cipriniformes que es troba a les Illes Marqueses.